# Heilig-Kreuz – Zentrum für christliche Meditation und Spiritualität
| Heilig Kreuz – Zentrum für christliche Meditation und Spiritualität              | Heilig Kreuz – Zentrum für christliche Meditation und Spiritualität |
| -------------------------------------------------------------------------------- | ------------------------------------------------------------------- |
| Turmgebäude der Kirche des Zentrums für christliche Meditation und Spiritualität |                                                                     |
| Ort                                                                              | Frankfurt-Bornheim                                                  |
| Bundesland                                                                       | Hessen                                                              |
| Land                                                                             | Deutschland                                                         |
| Sprache                                                                          | Deutsch                                                             |
| Konfession                                                                       | römisch-katholisch                                                  |
| Website                                                                          | Meditationszentrum                                                  |
| Geschichte                                                                       |                                                                     |
| Verwendung                                                                       | Meditationskirche                                                   |
| Gründer                                                                          | Franz Kamphaus                                                      |
| Gründungsdatum                                                                   | 1. Juli 2007                                                        |
| Verwaltung                                                                       |                                                                     |
| Diözese                                                                          | Bistum Limburg                                                      |
| aktuelles Team Meditationszentrum                                                |                                                                     |
| Leitung                                                                          | Kristina Wolf MMS (kommissarisch)                                   |
| Priester                                                                         | Olaf Lindenberg                                                     |

Das Heilig Kreuz – Zentrum für christliche Meditation und Spiritualität ist eine Profilkirche des Bistums Limburg für Gottesdienste, Kontemplation, Meditationskurse, Besinnungstage, Exerzitien, geistliche Begleitungsgespräche und andere Veranstaltungen, wie Konzerte. Die Meditationskirche befindet sich in Frankfurt-Bornheim in der Wohnsiedlung oberhalb des Bornheimer Hangs in den Räumen der Heilig-Kreuz-Kirche.
Ende August 2025 wurde die Schließung des Meditationszentrums und dieses Standortes zum 20. Dezember 2025 angekündigt. Die weitere Nutzung der Räumlichkeiten in Heilig Kreuz stand zu diesem Zeitpunkt nicht fest.

## Einordnung
Die Heilig-Kreuz-Kirche beherbergt eine von insgesamt fünf Themenkirchen des Bistums Limburg. Dies sind darüber hinaus das ebenfalls im Jahr 2007 gegründete Fachzentrum für Trauerseelsorge in der Kirche St. Michael in Frankfurt-Nordend und die drei 2005 gegründeten Jugendkirchen Crossover in der Kirche St. Hildegard in Limburg an der Lahn, Jona in der Kirche St. Bonifatius in Frankfurt-Sachsenhausen und Kana in der Kirche Maria-Hilf in Wiesbaden-Nordost.

## Geschichte

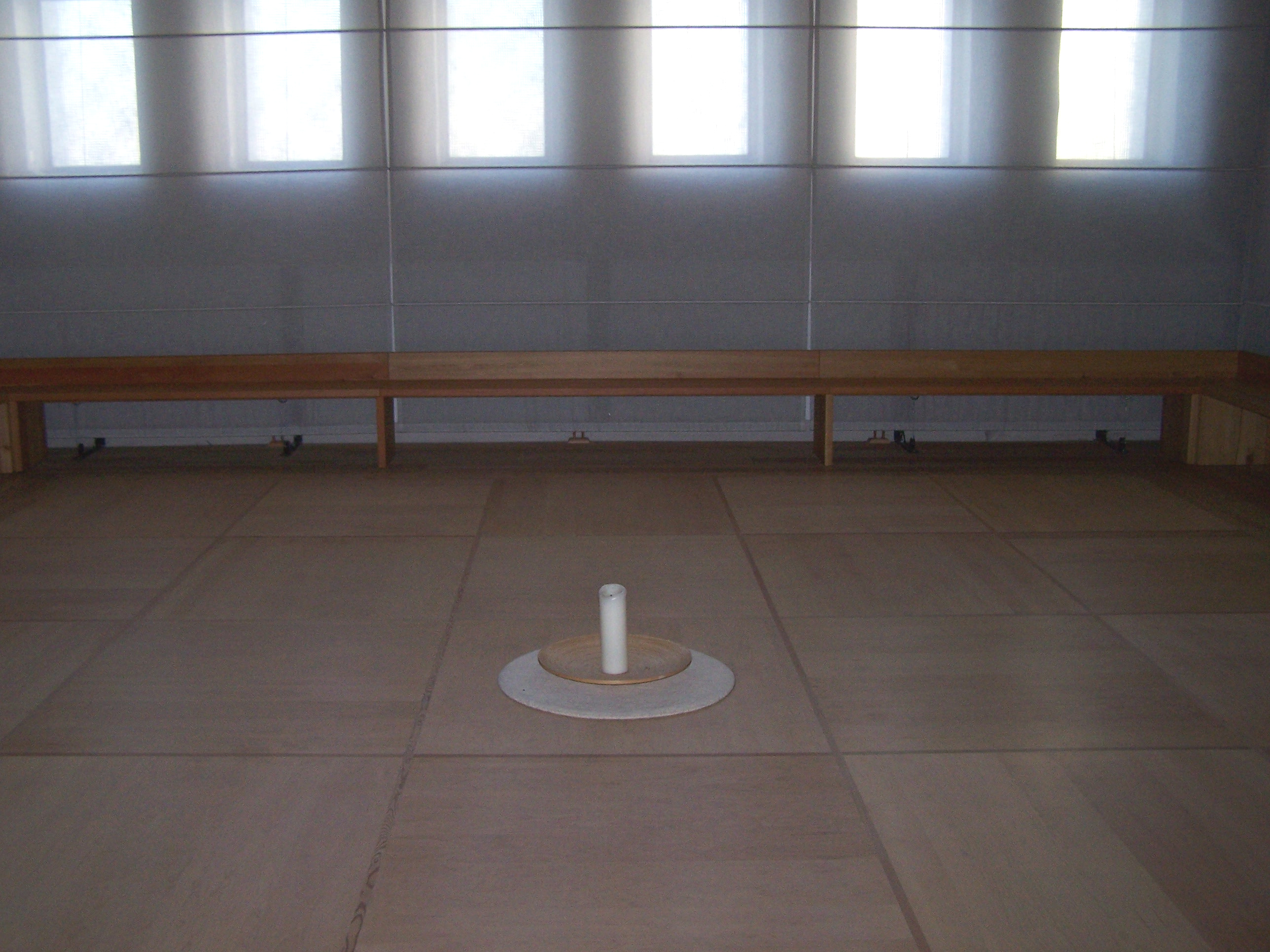
Meditationsbereich in der Krypta der Kirche

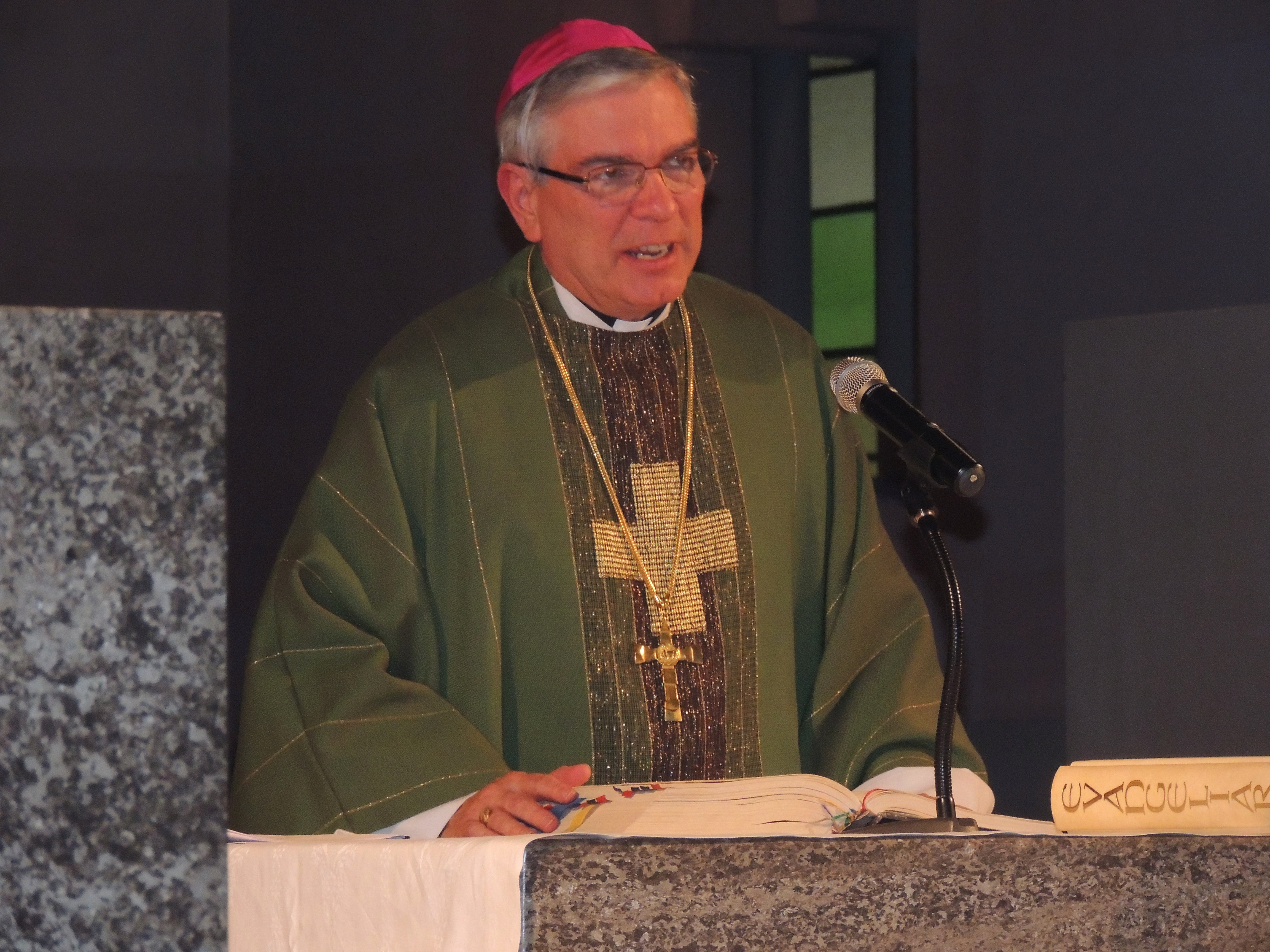
Weihbischof Thomas Löhr 2012 beim fünfjährigen Jubiläum des Zentrums

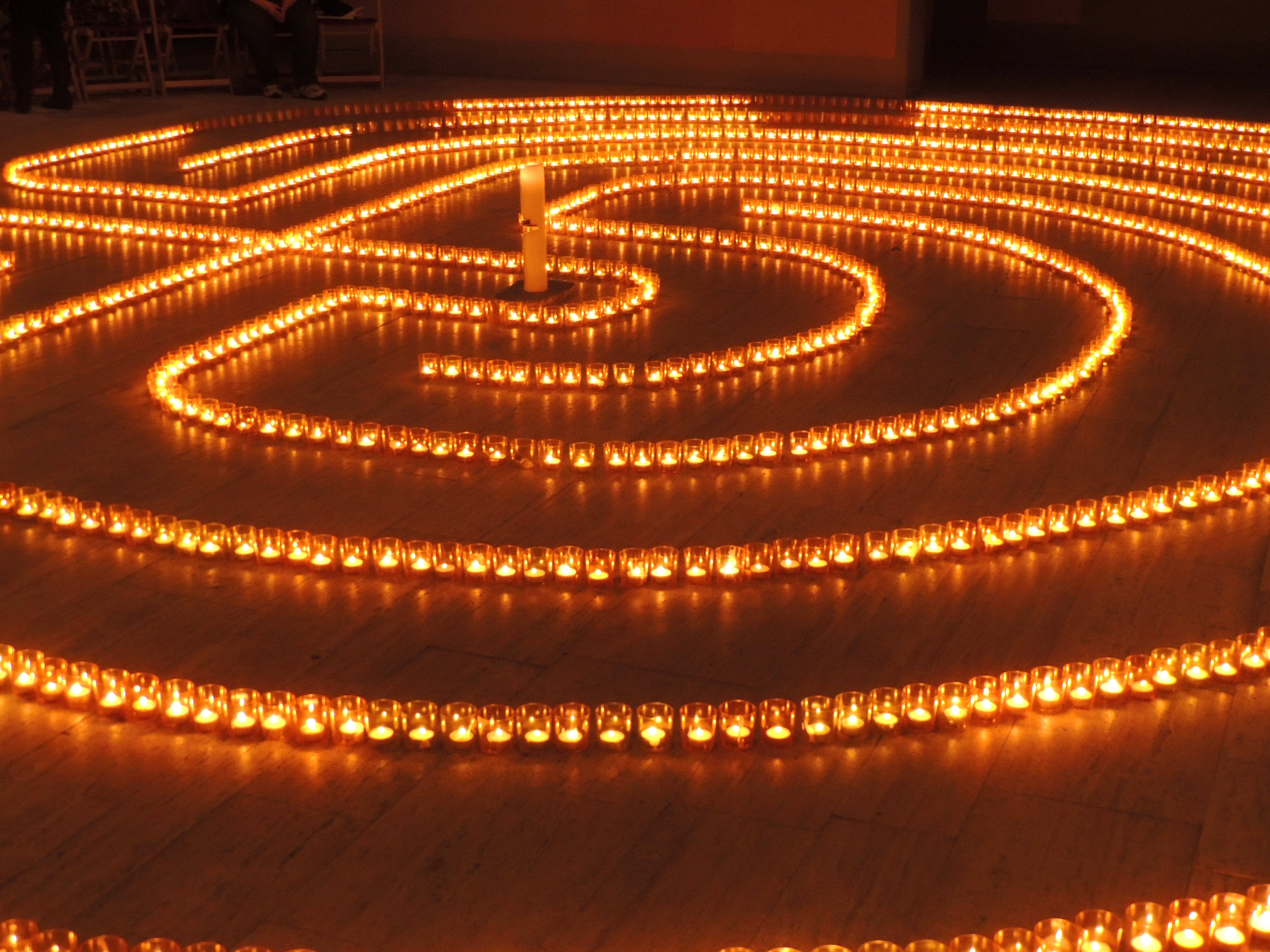
Kretisches Advents-Labyrinth aus 2500 brennenden Teelichtern am 15. Dezember 2012 in der Kirche

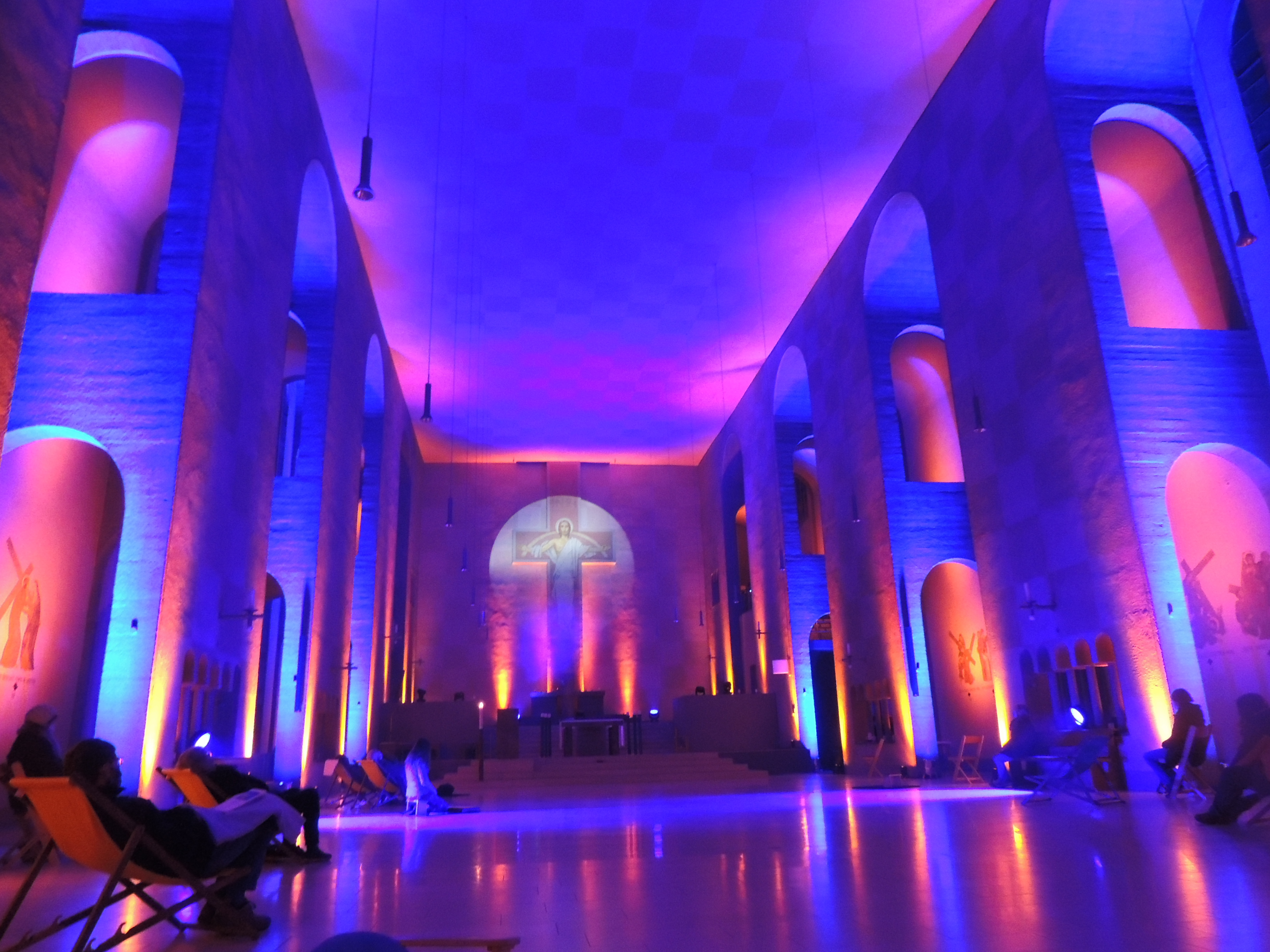
Teil der Lichtshow beim „Nachtschimmer“ am ersten Adventswochenende 2020 in der Kirche

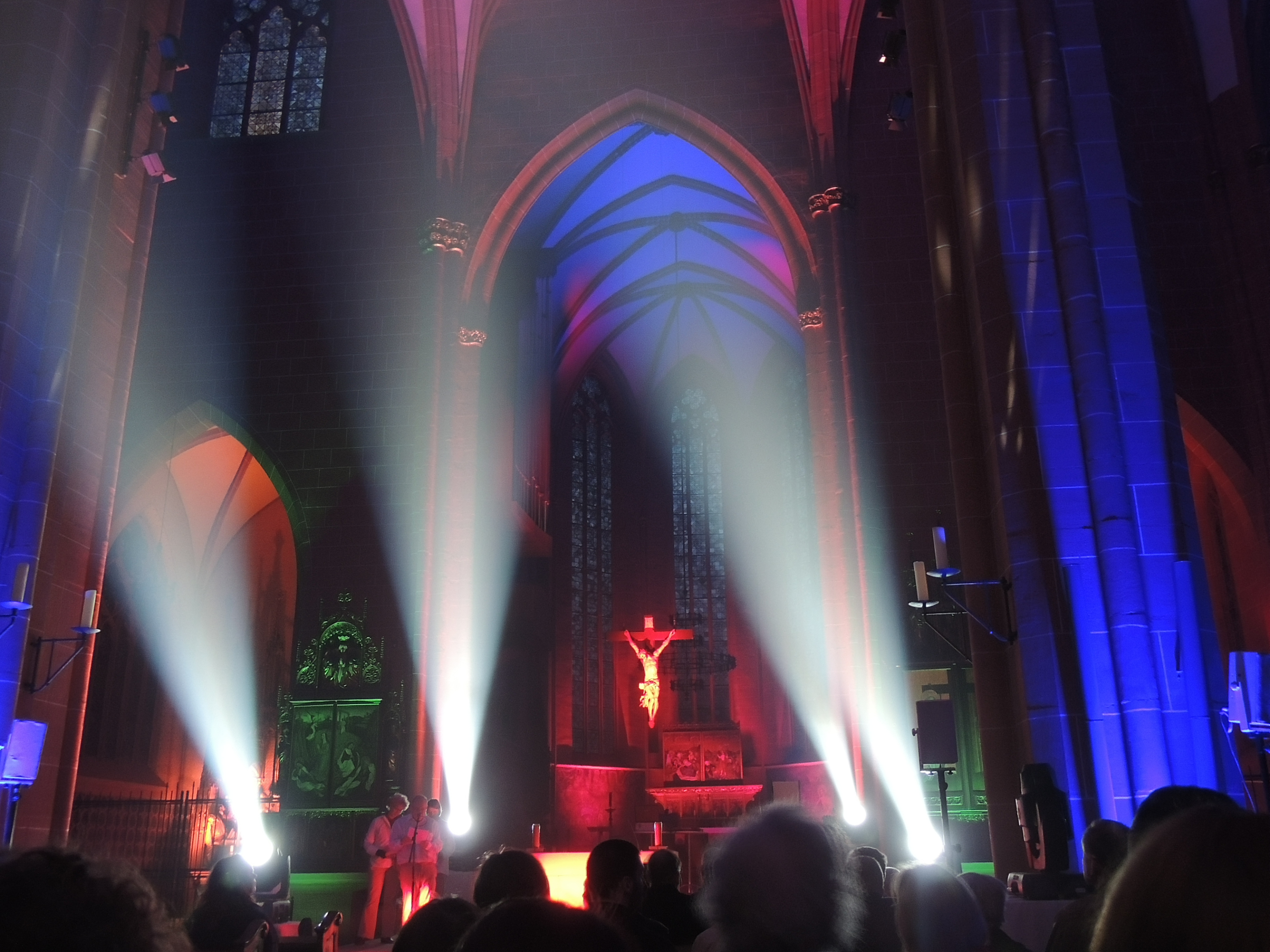
Kompositionen aus Licht, Worten und Musik während der Luminale 2014 im Frankfurter Dom mit der Jugendkirche JONA

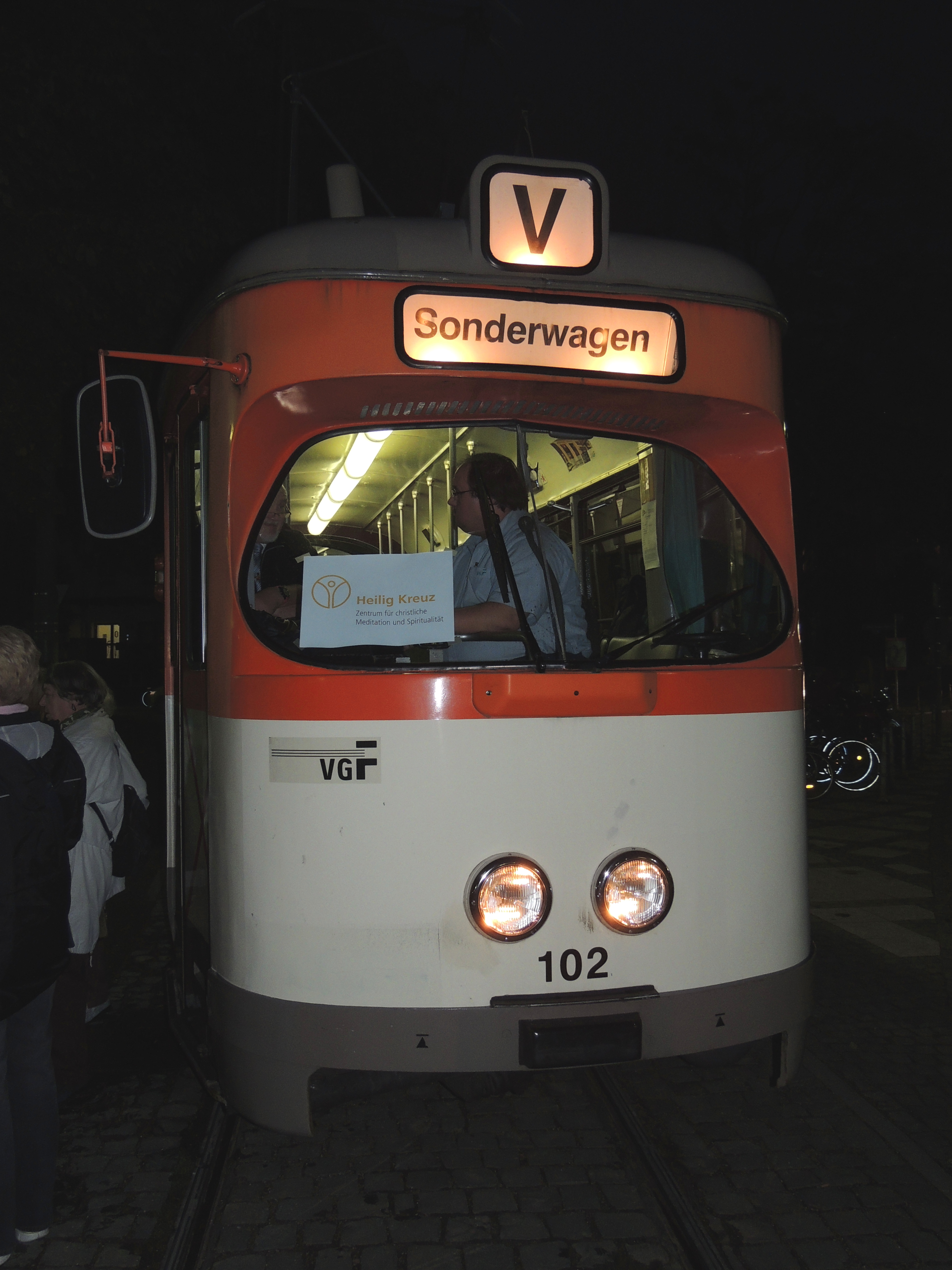
„Tram of silence“ 2013 mit M-Wagen 102 der VGF

2004 führte der damalige Bischof des Bistums Limburg Franz Kamphaus eine Visitationsreise durch die Kirchengemeinden in Frankfurt am Main durch. Ein Ergebnis war, dass viele Menschen spirituelle Erfahrungen und die Begegnung mit Gott suchen, aber nicht den Zugang zu einer herkömmlichen Kirchengemeinde finden.
Am 15. Januar 2007 unterzeichnete Bischof Franz Kamphaus die Urkunde über die Errichtung eines Zentrums für christliche Meditation und Spiritualität in der Heilig-Kreuz-Kirche in Frankfurt-Bornheim. Diese Urkunde wurde zum 1. Juli 2007 wirksam.
Wie die Kirche St. Michael, in der sich das Fachzentrum Trauerseelsorge des Bistums Limburgs befindet, ist auch die Heilig-Kreuz-Kirche heute eine Filialkirche der Pfarrkirche St. Josef in Frankfurt-Bornheim.
Das Zentrum ist eine pastorale Einrichtung des Bistums und untersteht der Dezernentin für Pastorale Dienste des Bischöflichen Ordinariates (Stand 8/2022: Hildegard Wustmans). Verantwortet wurde das Angebot bis Juli 2018 von dem Franziskaner Helmut Schlegel (Deutsche Franziskanerprovinz) als Leiter des Zentrums und bis Juni 2019 als priesterlicher Mitarbeiter. Im November 2018 übernahm Samuel Stricker die Leitung des Meditationszentrums und im August 2019 Olaf Lindenberg die Tätigkeit als priesterlicher Mitarbeiter. Helmut Schlegel war bis Mitte Juni 2019 noch priesterlicher Mitarbeiter des Zentrums. Zu dem Team gehörten zuvor weitere Referentinnen, unter anderem von den Missionsärztlichen Schwestern. Im Mai 2024 übernahm Kristina Wolf MMS die kommissarische Leitung des Zentrums, da Samuel Stricker in eine andere Position des Bistums Limburg wechselte.
Das Zentrum war als Meditationskirche die erste Einrichtung dieser Art in Deutschland.
Im März 2020 musste das Programm des Zentrums ausgesetzt werden, da wegen der COVID-19-Pandemie in Deutschland sämtliche Gottesdienste in Deutschland und damit auch alle anderen Veranstaltungen ausfallen mussten. Zu bestimmten Zeiten war zu dieser Zeit die Kirche jedoch täglich zur Meditation für eine begrenzte Personenzahl geöffnet. Im Mai 2020 wurden die Gottesdienste an Samstagen unter besonderen Auflagen wieder aufgenommen.
Im Dezember 2020 wurde erstmals eine evangelische Vikarin der Evangelischen Kirche in Hessen und Nassau in einem halbjährlichen Spezialvikariat in dem Zentrum tätig.

## Programm
Das Angebot des Hauses ist christlich geprägt, richtet sich jedoch an Menschen aller Konfessionen, Weltanschauungen und Kulturen. Das Team veröffentlicht derzeit jährlich eine Programmübersicht. In und von dem Zentrum werden normalerweise Gottesdienste in verschiedenen Formen, unter anderem mit Elementen wie etwa Ausdruckstanz, Meditationskurse, Kontemplatives Gebet, Zen-Meditationsabende, Besinnungstage, Exerzitien, geistliche Begleitungsgespräche, Sonderveranstaltungen wie zum Beispiel Vorträge verschiedener Gastredner wie Anselm Grün, Meditationen mit dem Soto-Zen-Priester und Veteran des Vietnamkriegs Claude AnShin Thomas, externe Veranstaltung wie Exerzitien auf der Nordseeinsel Wangerooge oder Segel-Exerzitien und andere Veranstaltungen angeboten. Das Meditationszentrum beteiligt sich auch an dem virtuellen Ökumenischen Kirchentag im Mai 2021 in Frankfurt am Main. Seit 2020 ergänzen Online-Angebote die Präsenzveranstaltungen. Außerdem ist die Kirche jeden Tag von 17 bis 19 Uhr zur freien Meditation geöffnet.
Zu den Angeboten gehören oder gehörten Veranstaltungsreihen, wie zum Beispiel Übungstage der christlichen Mystik, meditatives Singen, meditatives Bogenschießen, Seminare zu Themen der Bibel, eine Männer-Gesprächsgruppe, spirituelle Stadtspaziergänge, die Themen Frankfurter Gästeführer mit spirituellen Themen verbinden oder Pilger-Wanderungen mit einem gemeinsamen Picknick und Andachten. Einzelveranstaltungen ergänzen das Programm. Dazu gehörten erstmals 2013 Fahrten unter dem Motto „Tram of Silence“ mit einem Straßenbahn-Triebwagen der VGF, deren wichtigste Elemente Schweigen mit kurzen, wohldosierten Impulsen zum Sehen, Hören, Fühlen und Riechen sind.
Der Dialog zwischen den Kulturen und Religionen im Bereich der Meditation und Spiritualität ist ein weiteres wichtiges Element der Arbeit des Zentrums. Dazu gehörten bisher auch Podiumsdiskussionen mit Vertretern der Buddhisten, Hindus, Muslime und Christen über die Kunst der Meditation mit persönlichen Erfahrungsberichten aus den verschiedenen Religionen. Andere Beispiele sind oder waren Kurse in Qi Gong, Yoga und Yoga Nidra oder Tanzaufführungen eines Paters der indischen Jesuiten, der Elemente traditioneller meditativer Tänze wie dem Bharatanatyam aus dem Hinduismus als eine Art von Gebet zu Gott versteht.
Zur Einleitung eines Adventssonntages wurde am vorhergehenden Samstag erstmals 2011 ein Advents-Labyrinth nach kretischem Muster aus 2500 Teelichtern gestaltet, das auch Bestandteil eines Gottesdienstes war und begangen werden konnte. Seit dem Advent 2020 wurden vier Themenwochen mit einer speziellen Lichtshow („Nachtschimmer“), dem Adventslabyrinth, dem Friedenslicht und über Lichtgestalten durchgeführt.
Bei der Luminale 2014 bot das Zentrum in Zusammenarbeit mit der Jugendkirche JONA im Frankfurter Dom eine Meditation mit Worten und Musik zusammen mit Licht und Klang an.
Zu den Konzerten gehörten bisher Aufführungen des Deutschen Requiems von Johannes Brahms oder meditativer Musik aus dem Mittelalter von und nach Hildegard von Bingen, Abaelard und Hrabanus Maurus.
2021 wurde ein Pilgerführer für einen 5,5 km langen Stadtpilgerweg mit 11 Stationen in der Frankfurter Innenstadt und Altstadt von der Liebfrauenkirche über Hauptwache, Börse, Willy-Brandt-Platz, Paulskirche, Römer, Kaiserdom St. Bartholomäus, Jüdischem Friedhof und Alter Jüdischer Friedhof Battonnstraße, Alter Brücke, Eiserner Steg zu der Kirche St. Leonhard veröffentlicht.

## Umgestaltung
Im Kircheninneren wurden bis 2010 nach und nach kleinere Veränderungen umgesetzt. Die bisherigen Kirchenbänke wurden durch Klappstühle ersetzt, die eine flexiblere Nutzung des zur Verfügung stehenden Raumes ermöglichen. Der bisherige Hauptaltar wird nicht mehr genutzt und wurde in seiner Funktion durch einen kleinen Altar aus Holz ersetzt, der mit den Klappstühlen zusammen einen Kreis bildet. Für den barrierefreien Zugang zum Kircheninnenraum oder anderen Räumlichkeiten wurden Treppenlifte oder Rollstuhlrampen eingebaut. Die ehemalige Krypta und die Räume des ehemaligen Pfarrhauses wurden der Nutzung als Meditationszentrum entsprechend umgestaltet. In der Krypta wurde unter anderem der Boden mit einem Parkettbelag versehen und der eigentliche Meditationsbereich durch Stoffbahnen aus Leinen abgegrenzt und mit einem Türrahmen aus Holz als Zugang versehen.

## Kirche und Pfarrgemeinde
Das Zentrum befindet sich auf dem Gemeindegebiet der katholischen Pfarrei St. Josef Frankfurt am Main, die seit dem 1. Januar 2015 eine Pfarrei neuen Typs ist, in deren Gemeindegebiet sich vier Kirchen als sogenannte Kirchorte und zwei Kirchen als sogenannte Profilkirchen befinden. Eine dieser Profilkirchen ist die zum Zentrum gehörende Heilig-Kreuz-Kirche, die für die Gottesdienst und Veranstaltungen des Zentrums genutzt wird. Die Gebäude werden von der Stadtkirche Frankfurt am Main verwaltet. Es besteht eine rege Zusammenarbeit zwischen der Pfarrgemeinde St. Josef und dem Zentrum.
Seit Beginn der Restaurierung des Innenraumes der Leonhardskirche im Jahr 2011 finden Gottesdienste der dort heimischen Internationalen Englischsprachigen Gemeinde in der Heilig-Kreuz-Kirche statt. Diese bleibt auch nach Ende der Arbeiten in der Heilig-Kreuz-Kirche beheimatet.

## Verkehrsanbindung
Die Heilig-Kreuz-Kirche ist von der Straßenbahn-Endhaltestelle Ernst-May-Platz der Linie 14 in der Wittelsbacher Allee in etwa einer Minute und von dem von der Stadtbahn-Linie U7 der U-Bahn Frankfurt angefahrenen U-Bahnhof Eissporthalle/Festplatz in wenigen Minuten zu Fuß zu erreichen. Die Buslinie 38 verbindet das Panoramabad sowie die Siedlung mit dem Stadtteilkern und dem Nachbarstadtteil Seckbach. In der Nähe ist außerdem die Anschlussstelle Frankfurt-Ost der Bundesautobahn 661.

## Jakobsweg
Unterhalb des Bornheimer Hangs im Osten der Kirche verläuft ein Zweig des deutschen Jakobswegs. Dieser orientiert sich an dem Verlauf des historischen Fernhandelsweges von Leipzig nach Frankfurt am Main (Des Reiches Straße). Er beginnt in der Bischofsstadt Fulda, führt über Schlüchtern, Steinau an der Straße, Bad Soden-Salmünster, Gelnhausen, Langenselbold, Erlensee und Bruchköbel und gehört zum Netz der Hauptwege der Jakobspilger in Europa, die nach Santiago de Compostela zum vermuteten Grab des Hl. Jakobs in der dortigen Kathedrale führen. Der Weg führt über insgesamt 116 km an der Heilig-Kreuz-Kirche vorbei über den Frankfurter Ostpark an dem Neubau der Europäischen Zentralbank auf dem Gelände der ehemaligen Großmarkthalle weiter zum Ufer des Mains in die Innenstadt Frankfurts, weiter am Main entlang bis zum Eisernen Steg, auf dem linken Mainuferweg in Richtung Mainz und anschließend weiter nach Trier.

## Galerie
- Adventslabyrinth meditativ

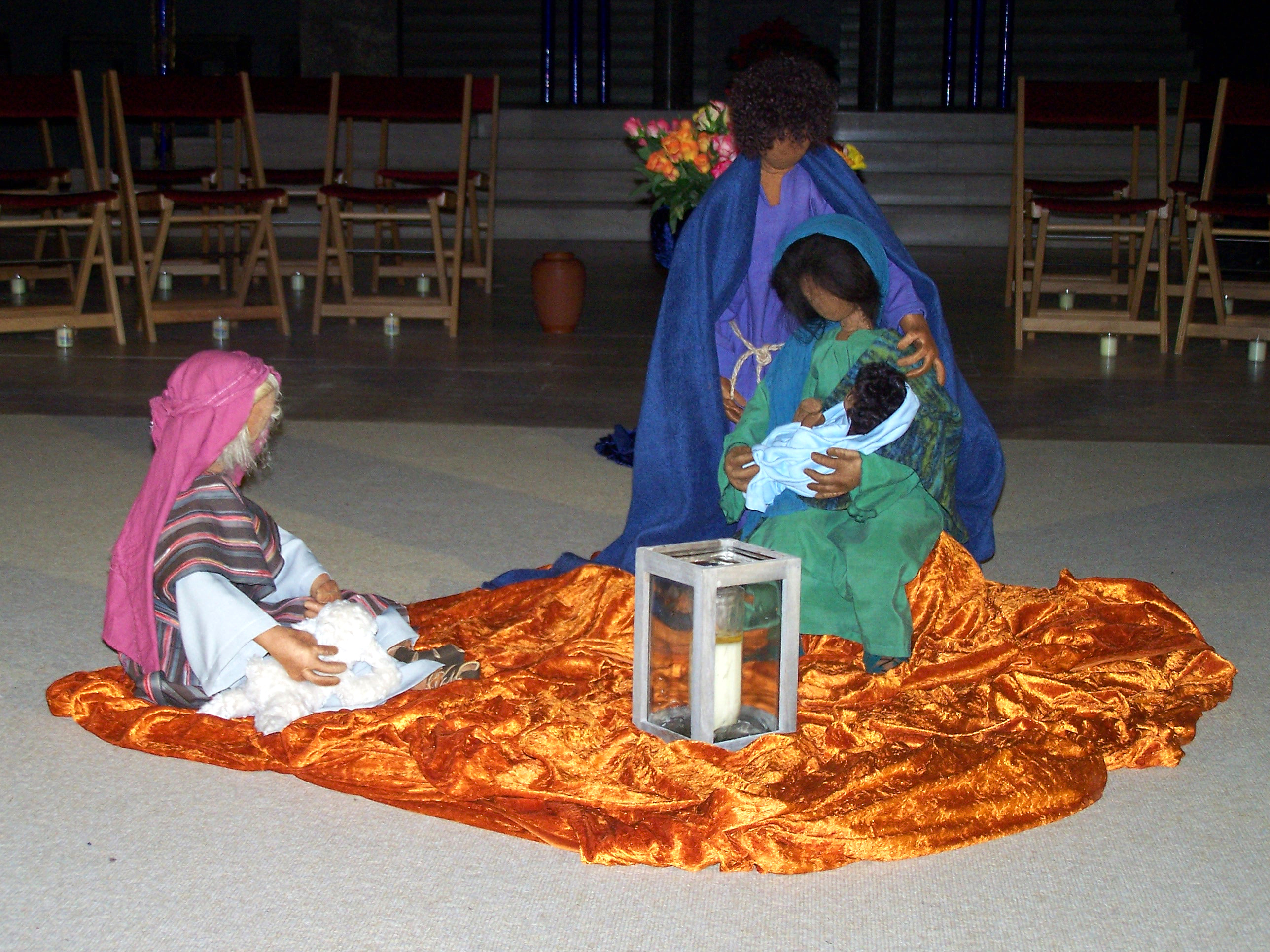
Weihnachtskrippe mit Egli-Figuren und dem Licht aus Betlehem im Jahr 2011
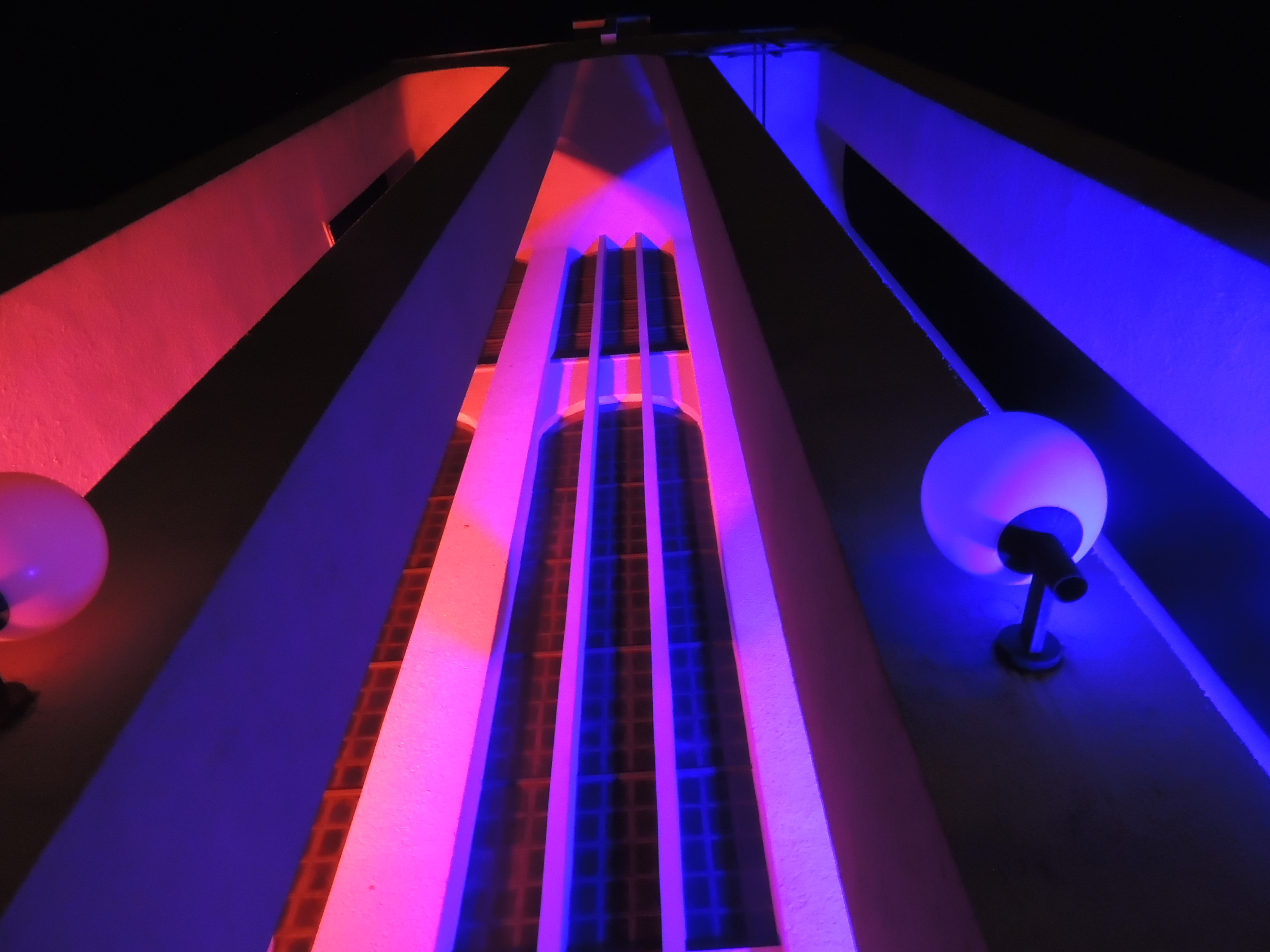
Nachtschimmer 2020
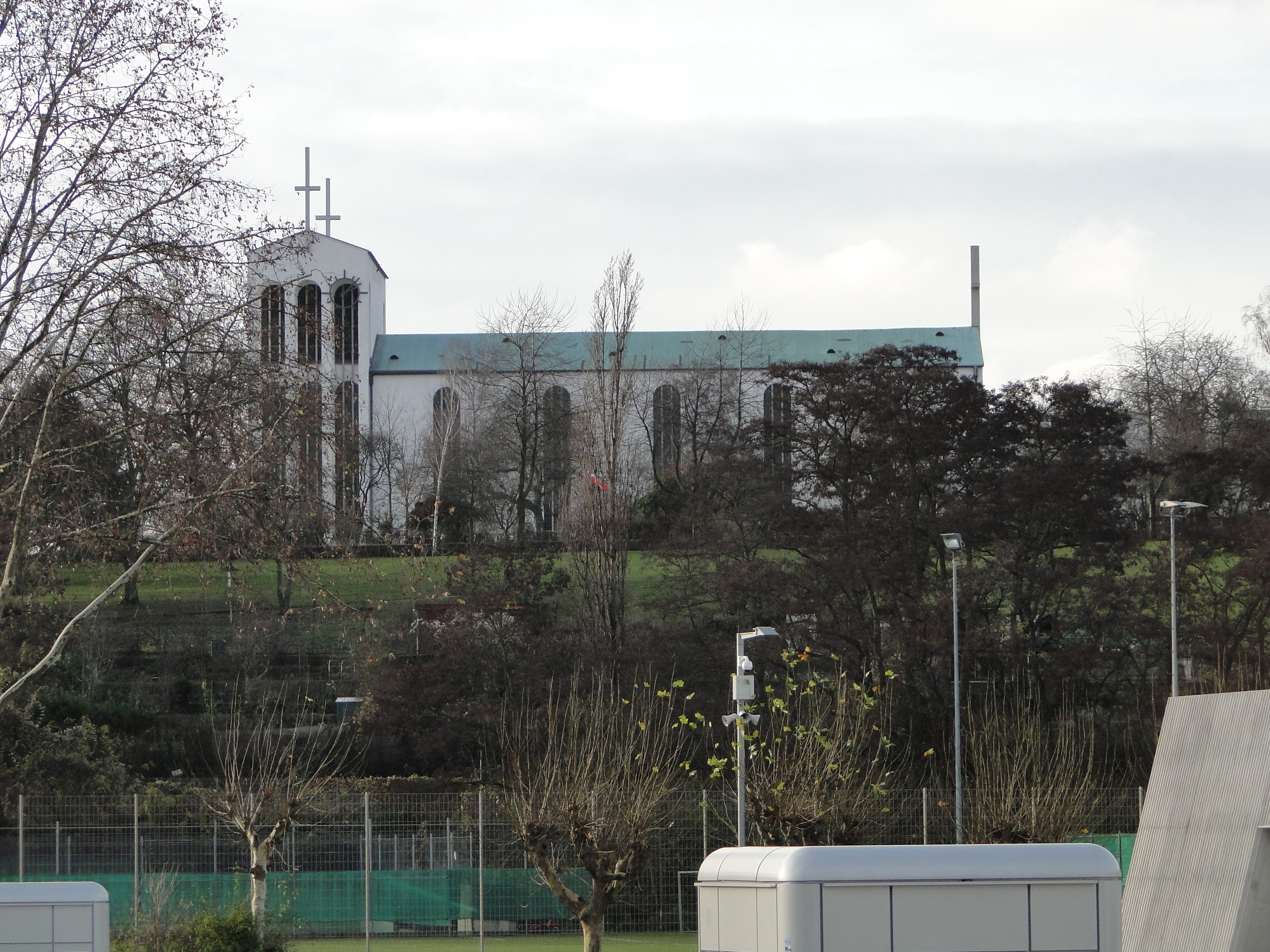
Heilig-Kreuz-Kirche als „Hangkrone“ auf dem Bornheimer Hang